# Laya (1911)
El Laya fue un cañonero de la Armada Española líder de su clase homónima, construidos por la Sociedad Española de Construcción Naval en los astilleros de Cartagena. Su epónimo rinde homenaje a Mateo de Laya y Aramburu (1663-1700), almirante español del siglo XVII y caballero de la Orden de Santiago.

## Construcción
Los cuatro buques de su clase fueron proyectados de acuerdo con el Plan Naval de 1908, con un presupuesto total para la serie de 6 millones de pesetas.
El Laya, así como los otros tres componentes de su clase, recibieron sus nombres en honor a marinos históricos de España. El 17 de noviembre de 1909 se dieron a conocer los nombres de los buques de su serie.

## Historial
El Laya fue asignado a la Armada española en 1911. El buque tendría un largo historial de servicio, producto de la prolongación de su servicio con ocasión de la Guerra Civil. El historial incluye diversas campañas en el Marruecos español, participando  en el Desembarco de Alhucemas el 8 de septiembre de 1925, al igual que todos los buques de su clase.
El Laya, en enero de 1912, evitó que el crucero protegido Reina Regente, se perdiera tras sufrir una avería, ayudando a desembarrancarlo en una playa cercana.
Pasó la revista de embarcaciones de la Armada de enero de 1914 en el Arsenal de La Carraca (Cádiz), calificándose como "cañonero de primera clase", al igual que todos los componentes de su clase.
El Laya, el 8 de mayo de 1929, remolcó hasta Sevilla una réplica de la Nao Santa María que permaneció en el puerto hispalense con motivo de la exposición iberoamericana de 1929.
Tras la entrada en servicio de los tres cañoneros de la clase Cánovas del Castillo, el Recalde y el Bonifaz fueron dados de baja en 1931 y 1932 respectivamente, no así el Laya ni el Lauria. 
Con el estallido de la Guerra Civil se hallaba destacado en Huelva. Al comandante del buque, el capitán de corbeta José Ramón Rodríguez y Gil de Atienza, se le ordenó dirigirse a Larache para interceptar el paso de tropas sublevadas a la península. Nada más zarpar, el comandante del buque anunció, José Ramón Rodríguez y varios oficiales, se unieron a la rebelión y se negaron a obedecer las órdenes de Madrid, por lo que se le ordenó al destructor republicano Churruca abrir fuego contra el Laya, caso de avistarlo. Sin embargo, la noche del 18 al 19 de julio parte de la dotación, bajo el mando del artillero Fernández Vázquez, se hicieron con el control del buque y lo condujeron a Tánger a donde arribaron el mismo 19 de julio. El cañonero partió el 21 de julio con destino Cartagena, comandando el buque desde el día 23 el alférez de navío Fernando de la Rocha, afecto al régimen republicano, toda vez que el anterior comandante del buque y varios oficiales rebeldes serían ajusticiados en Málaga el día 3 de agosto, acusados de rebelión, tras arribar en el crucero republicano Libertad.
No tuvo gran participación en la Guerra Civil y poco después se trasladó al puerto de Valencia, donde permaneció amarrado hasta el fin del conflicto bélico. El 15 de junio de 1938 fue alcanzado por un bombardeo de la aviación enemiga y hundido.Pese a esta situación, no fue aún dado de baja. Fue reflotado por la Comisión de Salvamento de Buques el 28 de febrero de 1940, pero debido a su pésimo estado fue dado de baja oficialmente el 13 de marzo de ese mismo año y desguazado.